# Bezirksrabbinat Landau (Pfalz)
Das Bezirksrabbinat Landau wurde 1838 geschaffen. Der Sitz des Bezirksrabbiners war Landau in der Pfalz. Das Bezirksrabbinat Landau war eines von vier Bezirksrabbinaten in der bayerischen Pfalz. 

## Gemeinden des Rabbinatsbezirks
Das Bezirksrabbinat Landau umfasste die in den Bezirksämtern Landau, Bergzabern und Germersheim liegenden jüdischen Gemeinden: 
- Jüdische Gemeinde Bergzabern
- Jüdische Gemeinde Böchingen
- Jüdische Gemeinde Edesheim
- Jüdische Gemeinde Germersheim
- Jüdische Gemeinde Göcklingen
- Jüdische Gemeinde Herxheim bei Landau/Pfalz
- Jüdische Gemeinde Heuchelheim
- Jüdische Gemeinde Ingenheim (nach Auflösung des Bezirksrabbinats Ingenheim)
- Jüdische Gemeinde Klingenmünster
- Jüdische Gemeinde Landau
- Jüdische Gemeinde Leimersheim
- Jüdische Gemeinde Pleisweiler

## Bezirksrabbiner
- 1838–1893: Elias Grünebaum

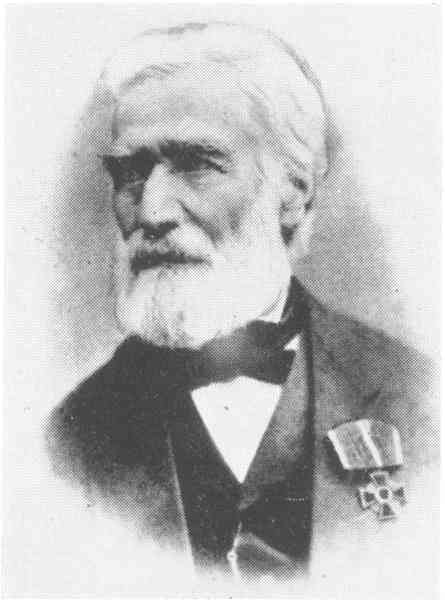
Bezirksrabbiner Elias Grünebaum

- 1893–1934: Berthold Einstein (geb. 31. Dezember 1862 in Ulm; gest. 4. Juni 1935 in Landau in der Pfalz)
- 1935–1938: Kurt Metzger